# Magnus Norman
Magnus Norman (Filipstad, 30 de Maio de 1976) é um ex-tenista sueco. Conquistou doze títulos e ganhou 4 537 247 dólares ao todo em sua carreira. Foi vice-campeão de Roland-Garros em 2000, perdendo para o brasileiro Gustavo Kuerten.

## Grand Slam finais

### Simples: 1 (0-1)
| Posição | Ano  | Campeonato       | Piso   | Oponente na final | Placar da final       |
| Vice    | 2000 | Aberto da França | Saibro | Gustavo Kuerten   | 6–2, 6–3, 2–6, 7–6(6) |

## Masters Series finais

### Singles: 1 (1-0)
| Posição  | Ano  | Campeonato | Piso   | Oponente na final | Placar da final    |
| Vencedor | 2000 | Rome       | Saibro | Gustavo Kuerten   | 6–3, 4–6, 6–4, 6–4 |

## Conquistas

### Simples: 18 (12-6)
Vitórias (12)
| Legenda                           |
| Grand Slam (0)                    |
| Tennis Masters Cup (0)            |
| ATP Masters Series (1)            |
| ATP International Series Gold (1) |
| ATP Tour (10)                     |

| Titulos por Piso |
| Duro (5)         |
| Grama (0)        |
| Saibro (7)       |
| Carpete (0)      |

| N.  | Data            | Torneio                 | Piso   | Oponente na final   | Placar da final               |
| 1.  | 13 Julho 1997   | Båstad, Suécia          | Saibro | Juan Antonio Marín  | 7–5, 6–2                      |
| 2.  | 9 Agosto 1998   | Amsterdam, Holanda      | Saibro | Richard Fromberg    | 6–3, 6–3, 2–6, 6–4            |
| 3.  | 25 Abril 1999   | Orlando, EUA            | Saibro | Guillermo Cañas     | 6–0, 6–3                      |
| 4.  | 25 Julho 1999   | Stuttgart, Alemanha     | Saibro | Tommy Haas          | 6–7(6), 4–6, 7–6(7), 6–0, 6–3 |
| 5.  | 1 Agosto 1999   | Umag, Croácia           | Saibro | Jeff Tarango        | 6–2, 6–4                      |
| 6.  | 29 Agosto 1999  | Long Island, EUA        | Duro   | Àlex Corretja       | 7–6(4), 4–6, 6–3              |
| 7.  | 10 Outubro 1999 | Shanghai, China         | Duro   | Marcelo Ríos        | 2–6, 6–3, 7–5                 |
| 8.  | 16 Janeiro 2000 | Auckland, Nova Zelândia | Duro   | Michael Chang       | 3–6, 6–3, 7–5                 |
| 9.  | 14 Maio 2000    | Rome, Itália            | Saibro | Gustavo Kuerten     | 6–3, 4–6, 6–4, 6–4            |
| 10. | 16 Julho 2000   | Båstad, Suécia          | Saibro | Andreas Vinciguerra | 6–1, 7–6(6)                   |
| 11. | 27 Agosto 2000  | Long Island, USA        | Duro   | Thomas Enqvist      | 6–3, 5–7, 7–5                 |
| 12. | 22 Outubro 2000 | Shanghai, China         | Duro   | Sjeng Schalken      | 6–4, 4–6, 6–3                 |

Vice-Campeonatos (6)
| N. | Data            | Torneio                      | Piso        | Oponente na final | Placar da final       |
| 1. | 19 Outubro 1997 | Ostrava, República Checa     | Carpete (i) | Karol Kučera      | 6–2, ret.             |
| 2. | 27 Julho 1998   | Umag, Croácia                | Saibro      | Bohdan Ulihrach   | 6-3, 7-6(0)           |
| 3. | 11 Junho 2000   | Roland Garros, Paris, França | Saibro      | Gustavo Kuerten   | 6–2, 6–3, 2–6, 7–6(6) |
| 4. | 14 Janeiro 2001 | Sydney, Australia            | Duro        | Lleyton Hewitt    | 6–4, 6–1              |
| 5. | 11 Março 2001   | Scottsdale, EUA              | Duro        | Francisco Clavet  | 6–4, 6–2              |
| 6. | 6 Outubro 2002  | Toquio, Japan                | Duro        | Kenneth Carlsen   | 7–6(6), 6–3           |

### Duplas: 1 (0-1)
Vice-campeonatos (1)
| N. | Data           | Torneio     | Piso | Parceiro           | Oponentes na final          | Placar da final |
| 1. | 5 Janeiro 1997 | Doha, Qatar | Duro | Patrik Fredriksson | Jacco Eltingh Paul Haarhuis | 6–3, 6–2        |